# Marcia Douglas
Marcia Douglas, née le 22 décembre 1961 au Royaume-Uni, est une romancière, poétesse et interprète américaine.

## Biographie
Marcia Douglas este né au Royaume-Uni de parents jamaïcains. Lorsqu'elle a six ans, sa famille revient en Jamaïque où  elle grandit à Kingston.
Douglas est titulaire d'une maîtrise en écriture créative de l'Ohio State University et d'un doctorat. en anglais de l'Université de Binghamton, où elle étudie la littérature afro-américaine et caribéenne et l'écriture créative (fiction et poésie).

## Travail
Douglas est une autrice de romans, Madam Fate (1999), Notes from a Writer's Book of Cures and Spells (2005), et The Marvellous Equations of the Dread: a Novel in Bass Riddim (2016), et a aussi une collection de poème, Electricity Comes to Cocoa Bottom (1999)[réf. nécessaire].
Son travail est publié dans des revues et des anthologies internationales, notamment Edexcel Anthology for English Language/London Examinations IGCSE, The Oxford Book of Caribbean Verse, The Forward Book of Poetry, Sisters of Caliban: Contemporary Women Poets of the Caribbean, Cultural Activism: Poetic Voices, Political Voices, Kingston Noir, Jubilation! Poems Celebrating 50 Years of Jamaican Independence, Mojo: Conjure Stories, Whispers from Under the Cotton Tree Root: Caribbean Fabulist Fiction, Caribbean Erotic: Poetry, Prose, Essays, In This Breadfruit Kingdom: An Anthology of Jamaican Poetry, Queen's Case: A Collection of Contemporary Jamaican Short Stories, The Art of Friction: Where (Non) Fictions Come Together et Home: An Imagined Landscape. 
Douglas présente un spectacle solo, Natural Herstory, qui donne vie aux forces et aux luttes des femmes de la Jamaïque contemporaine. 
Son roman le plus récent, The Marvelous Equations of the Dread, est salué par Vanity Fair comme « un tourbillon de roman qui se balance sur un rythme irrésistible ». 
Douglas est professeure de littérature caribéenne et d'écriture créative à l'Université du Colorado à Boulder. 

## Œuvres

### Romans
- (en) Madame Fate, Soho Press, 1999  (ISBN 1569471347)
- (en) Notes from a Writer’s Book of Cures and Spells, Peepal Tree Press, 2005  (ISBN 1845230167)
- (en) The Marvellous Equations of the Dread: A Novel in Bass Riddim (en), New Directions, 2018, 304 p.  (ISBN 0811227863)

### Poésie
- (en) Electricity Comes to Cocoa Bottom, Peepal Tree Pres, 1999, 80 p.  (ISBN 1900715287)

## Prix
- Bourse du National Endowment for the Arts
- Creative Capital Award 2020
- Recommandation de la UK Poetry Book Society.
- Les merveilleuses équations de l’effroi est sélectionnée pour le prix République de la conscience 2016
- Prix OCM Bocas 2017 pour la littérature caribéenne